# L4Linux
L4Linux bzw. in der Eigenschreibweise L4Linux, teils auch (L4)Linux, ist eine modifizierte Version des Betriebssystems Linux. L4Linux läuft virtualisiert in einer L4-Mikrokernel-Umgebung, gleichberechtigt neben anderen µ-Kernelanwendungen. Es ist binärkompatibel zum normalen Linux/x86-Kern und kann somit mit jeder Linux-Distribution für die x86-Architektur benutzt werden.
Entwickelt wurde L4Linux, um innerhalb des Dresden Real-Time Operating System Project (DROPS) Echtzeit- und Time-Sharing-Anwendungen gleichzeitig auf einem Computer ausführen zu können.
Mit L4Linux lässt sich ebenfalls eine virtualisierte Umgebung, ähnlich wie etwa mit Xen oder OpenVZ, herstellen. Hierbei muss jedoch beachtet werden, dass sich die Projekt-Zielsetzungen und Konzepte von L4 und Xen teils gravierend unterscheiden.

## Versionen
Die Versionierung orientiert sich an der des Linux-Kernels. Die ersten verfügbaren Versionen waren 2.0, das auf Linux-Kernel 2.0.21 basiert, und 2.2, basierend auf Linux-Kernel 2.2.26. Die 2.4er-Versionen basierten auf 2.4.24 bis 2.4.27, die letzte 2.4er-Version auf 2.4.30.
Ursprünglich wurden die Prozessorarchitekturen IA-32 („x86-32“) und MIPS unterstützt. MIPS wurde allerdings nicht fortgeführt. Mit L4Linux 2.6.11 vom 16. Mai 2005 kam die 32-Bit-ARM-Architektur hinzu, und mit Version 4.3 vom Dezember 2015 x86-64. Ab L4Linux 5.7 vom Juli 2020 wird auch ARM64 unterstützt.
Versionen bis 2.6.31 verwenden das ältere L4Env-API, das vom „L4Re Operating System Framework“ als Basis abgelöst wurde.
Das im März 2011 angekündigte L4Android-Projekt wurde nicht fortgeführt.

## L4Android
Bei L4Android, Eigenschreibweise L4Android, handelt es sich um eine Abspaltung von L4Linux, welche die Kernelmodifikationen von L4Linux und jene von Google für Android zusammenführt. Es handelt sich um ein Gemeinschaftsprojekt der Operating Systems Gruppe von der Technischen Universität Dresden und dem Chair for Security in Telecommunications der Technischen Universität Berlin. L4Android wurde eingestellt.